# Alexander Abreu
Alexander Abreu Manresa (Cienfuegos, 6 settembre 1976) è un trombettista, cantante, compositore, arrangiatore e didatta cubano.

## Biografia
Cresciuto a Cienfuegos, dove ha compiuto i corsi di studi elementari e medi, comincia a suonare la tromba all'età di dieci anni. La sua attività di musicista dilettante inizia già durante il periodo della scuola secondaria col Gruppo Ismaelillo e in un complesso vocale diretto da Rosa Campos.
Nel 1994 si trasferisce nella capitale cubana per completare gli studi superiori alla Escuela Nacional de Arte de la Ciudad de La Habana, presso cui consegue il diploma di professore di tromba nel 1997. Ha ricoperto il ruolo di professore invitato presso il conservatorio RMC di Copenaghen per impartire master class di musica jazz e musica cubana.
Al termine degli studi, per alcuni anni suona come trombettista nell'Orchestra Sinfonica di Cuba e in molti gruppi di salsa e timba. Nel 2000 è stato insignito del titolo di miglior trombettista di Musica Timba; l'anno successivo, la sua partecipazione al Cd La Rumba Soy Yo gli ha valso il Latin Grammy Awards.
Nel 2005, al termine di una tournée con l'Orchestra Mamborama, decide di fermarsi in Danimarca assieme a Sixto Llorente, detto El Indio, per dedicarsi a un nuovo progetto musicale, diventando arrangiatore e compositore del Grupo Danson
Nel 2008 decide di fondare il gruppo Havana D'Primera di cui è direttore, arrangiatore, e compositore.

## Discografia
Nel corso della sua carriera artistica ha partecipato a molte sedute di incisione a Cuba e all'estero.
- 2001 – Desnudar Tu Cuerpo (Pelikan Records)
- 2001 – Ponle Nombre A Este Bolero (Unicornio)
- 2001 – Déjame Entrar (EGREM)
- 2001 – Postrova (EMI-Odeon Records)
- 2001 – Arnaldo Y Su Talismán (EGREM)
- 2002 – Llego Teté (Bis Music)
- 2002 – Te Deseo Suerte (Unicornio)
- 2002 – Mi Tumbao (EGREM)
- 2002 – Tengo Para Dar (Bis Music)
- 2002 – Me Gusta Así (Bis Music)
- 2002 – Versos En El Cielo (Bis Music)
- 2002 – Lo Mejor De Mi Corazón (Bis Music)
- 2002 – Arsenal (EGREM)
- 2002 – Malecón (Bis Music)
- 2002 – Momentos (Unicornio)
- 2003 – Fora De Mao (Universal Records)
- 2003 – La Rumba Soy Yo vol.2 (Bis Music)
- 2003 – Raza (Bis Music)
- 2003 – Carlos Varela (Unicornio)
- 2003 – Con Alma (Bis Music)
- 2003 – Cantos De Mujer (Bis Music)
- 2003 – Acabo De Soñar (EGREM)
- 2003 – Inolvidable (DiscMedi)
- 2003 – No Voy A Llorar (EGREM)
- 2003 – En Vivo (Bis Music)
- 2003 – Si Te Van A Dar Te Dan (EGREM)
- 2004 – Llego La Hora
- 2004 – Cuba Le Canta A Serrat vol.1 (DiscMedi)
- 2004 – Mala Vida (EGREM)
- 2004 – Corazonero (EGREM)
- 2004 – Moneda Dura (EGREM)
- 2004 – Irakere. 30 años (EGREM)
- 2004 – La Habana Me Queda Chiquita (Bis Music)
- 2004 – Mi música (Unicornio)
- 2004 – Enamorao (Bis Music)
- 2004 – Homenaje A Tito Rodríguez De Paulo FG (Bis Music)
- 2004 – La Lucecita (EGREM)
- 2004 – Salsa y Candela (Bis Music)
- 2004 – El Despecho (Bis Music)
- 2004 – Dichavao (EGREM)
- 2004 – Luna Negra (EGREM)
- 2004 – Chucho Valdez con Orquesta (EGREM)
- 2004 – Diferente (Bis Music)
- 2004 – Nadie Se Parece A Ti (EGREM)
- 2004 – Pablo Milanés & Andy Montañés (PM Records)
- 2005 – A Cuba Gracias (Colibrì)
- 2005 – Apasionada (EGREM)
- 2005 – Vendito Tiempo (EGREM)
- 2005 – Ábreme la Puerta
- 2005 – Por Favor Escúchame (EGREM)
- 2005 – La Bolita (EGREM)
- 2005 – Salsa Son Timba
- 2005 – Bony Y Kely Fanática (Unicornio)
- 2006 – Danson (World Music Denmark)
- 2006 – Un Poquito De Todo (Bis Music)
- 2006 – Mamborama
- 2006 – Cuba Le Canta A Serrat vol.2 (DiscMedi)
- 2006 – Caravan
- 2006 – Chapeando (Unicornio)
- 2006 – Los Papines Siguen Ok (EGREM)
- 2006 – Cubanito 20.02 (Lusáfrica)
- 2007 – Di Que Piensas (EGREM)
- 2007 – Solo Tú Y Yo (Bis Music)
- 2007 – Lo que tú querías (EGREM)
- 2007 – At My Age (Coppertree Records)
- 2007 – Trust Me (Wagner Bros)
- 2008 – Mi Peregrinaje (DGH Producciones)

Come leader del gruppo Havana D'Primera:
- 2009 – Haciendo Historia (EGREM)
- 2013 – Pasaporte (Páfata Productions)
- 2015 – La Vuelta Al Mundo (Páfata Productions)
- 2018 – Cantor del Pueblo (Páfata Productions)

## Tournée
- 2005 – Mamborama (Europa)
- 2012 – Habana D'Primera (Stati Uniti, America Latina, Europa)
- 2013 – Pasaporte (Stati Uniti, America Latina, Europa)
- 2015 – La Vuelta Al Mundo (Stati Uniti, America Latina, Europa, Asia)

## Filmografia
Nel 2012, assieme al regista serbo Emir Kusturica, nel ruolo di se stesso, ha partecipato ad un film collettivo ad episodi intitolato 7 Días En La Habana. Nell'episodio Jam Session (Martedì), del regista Pablo Trapero, Abreu interpreta il personaggio di un autista-musicista incaricato di accompagnare il regista per L'Avana, dove è giunto per ritirare un premio cinematografico. Dopo la cerimonia, però, il regista diserta la cena di gala per assistere alla jam session del gruppo dell'autista. Impressionato dal suo talento musicale, Kusturica gli formula delle proposte di lavoro che l'autista, per diffidenza, rifiuta.